# Eddie Baker
Eddie Baker (Davis, 17 novembre 1897 – Hollywood, 4 febbraio 1968) è stato un attore statunitense.
Lavorò con Stanlio e Ollio in molti dei loro film, ma è ricordato soprattutto per il suo ruolo (non accreditato) come arbitro di boxe in Luci della città (1931) di Charlie Chaplin.
È apparso in 177 film tra il 1917 e il 1965. È morto a Hollywood, in California, di enfisema.

## Filmografia parziale
- Huns and Hyphens, regia di Larry Semon (1918) - cortometraggio
- Under Two Jags, regia di George Jeske (1923) - cortometraggio
- Kill or Cure, regia di Scott Pembroke (1923) - cortometraggio
- Gas and Air, regia di Scott Pembroke (1923) - cortometraggio
- Oranges and Lemons, regia di George Jeske (1923) - cortometraggio
- Luci della città (City Lights), regia di Charlie Chaplin (1931)
- Neonati prodigio (Free Eats), regia di Raymond McCarey (1932) - cortometraggio
- Giungla d'acciaio (The Steel Jungle), regia di Walter Doniger (1956)
- I quattro cavalieri del terrore (Hell's Crossroads), regia di Franklin Adreon (1957)
- Inferno a Madison Avenue (Madison Avenue), regia di H. Bruce Humberstone (1962)
- Dollari maledetti (The Bounty killer), regia di Spencer Gordon Bennet (1965)
- Smania di vita (A Rage to Live), regia di Walter Grauman (1965)